# Florence Rena Sabin
Florence Rena Sabin (9 de noviembre de 1871 - 3 de octubre de 1953) fue una científica médica estadounidense. Fue una pionera para las mujeres en la ciencia; fue la primera profesora titular en la Escuela de Medicina Johns Hopkins, la primera mujer elegida a la Academia Nacional de Ciencias, y la primera jefa de un departamento en el Instituto para Investigaciones Médicas Rockefeller. Durante su jubilación siguió una segunda carrera como una promotora de salud pública en Colorado y en 1951 recibió un Premio Lasker por su trabajo.

## Primeros años y Educación
Sabin nació en Central City, Colorado de una maestra y un ingeniero de minas. Durante escuela secundaria, Sabin dirigió su atención a las ciencias.
Sabin recibió su bachillerato de Smith College en 1893. Enseñó las matemáticas en escuelas secundarias y la zoología en Smith College para financiar el primer año de su educación de posgrado.
En 1896, Sabin se matriculó en la Escuela de Medicina de la Universidad Johns Hopkins, como una de las 14 mujeres en su clase.
Mientras en Hopkins, sus capacidades observacionales y su perseverancia en el laboratorio despertaron la atención del anatomista Franklin P. Mall, quien ayudó a concentrar el enfoque de Sabin en dos proyectos que serían esenciales en sus investigaciones posteriores. El primer proyecto fue el desarrollo de un modelo tridimensional del tronco cerebral de un recién nacido, el que sería el enfoque de un libro de texto. El segundo proyecto se trataba del desarrollo embriológico del sistema linfático, y afirmó que el sistema linfático se forma de los vasos sanguíneos del embrión, y no de otros tejidos.
Sabin se graduó de la Escuela de Medicina de Johns Hopkins en 1900.

## Vida profesional

### Escuela de Medicina de la Universidad Johns Hopkins (1902-1925)
Al graduarse, Sabin emprendió una pasantóa en el Hospital Johns Hopkins bajo el médico William Osler. Después de una pasantía de un año, Sabin ganó una beca de investigaciones en el Departamento de Anatomía en la Escuela de Medicina Johns Hopkins, donde continuó trabajando con Mall.
En 1902, empezó a enseñar en el Departamento de Anatomía en Johns Hopkins. Para 1905, fue ascendida a profesora asociada y finalmente fue nombrada profesora de embriología y histología en junio de 1917, el primera mujer en convertirse en profesora titular en una escuela médica.
En 1921, Sabin fue la primera mujer en ocupar el cargo de presidenta de la Asociación Estadounidense de Anatomistas. Continuó sus investigaciones sobre el origen de sangre, vasos sanguíneos, y la patología y inmunología de tuberculosis en Hopkins. En 1924, los trabajos de Sabin sobre los orígenes de vasos sanguíneos le ganaron una membresía en la Academia Nacional de Ciencias de los Estados Unidos.
En 1925, Sabin salió de Johns Hopkins después de completar sus investigaciones, debido a la discriminación institucional y su deseo de investigar a tiempo completo.
En septiembre de 1925 fue nombrada jefa del Departamento de Estudios Celulares en el Instituto Rockefeller para Investigacions Médicas en Nueva York. Se concentró sus investigaciones en el sistema linfático, vasos y células sanguíneos y células y tuberculosis.
En 1925, recibió membresía en la Academia Nacional de Ciencia. Fue la primera mujer en ganar membresía a la organización prestigiosa y fue la única mujer miembro por 20 años.
En 1926, se unió al comité de investigaciones de la Asociación Nacional de Tuberculosis. El propósito del comité fue consolidar todas las investigaciones de tuberculosis que se realizaban con esperanzas de controlar la enfermedad. Mientas allí, Sabin concentró sus investigaciones en las células inmunológicas, especialmente los monocitos. Sabin pasó sus últimos años en el Instituto determinando los efectos de sustancias extrañas y la formación de anticuerpos.
En 1938, Sabin renunció del Instituto Rockefeller y se mudó de vuelta a Colorado para su jubilación.

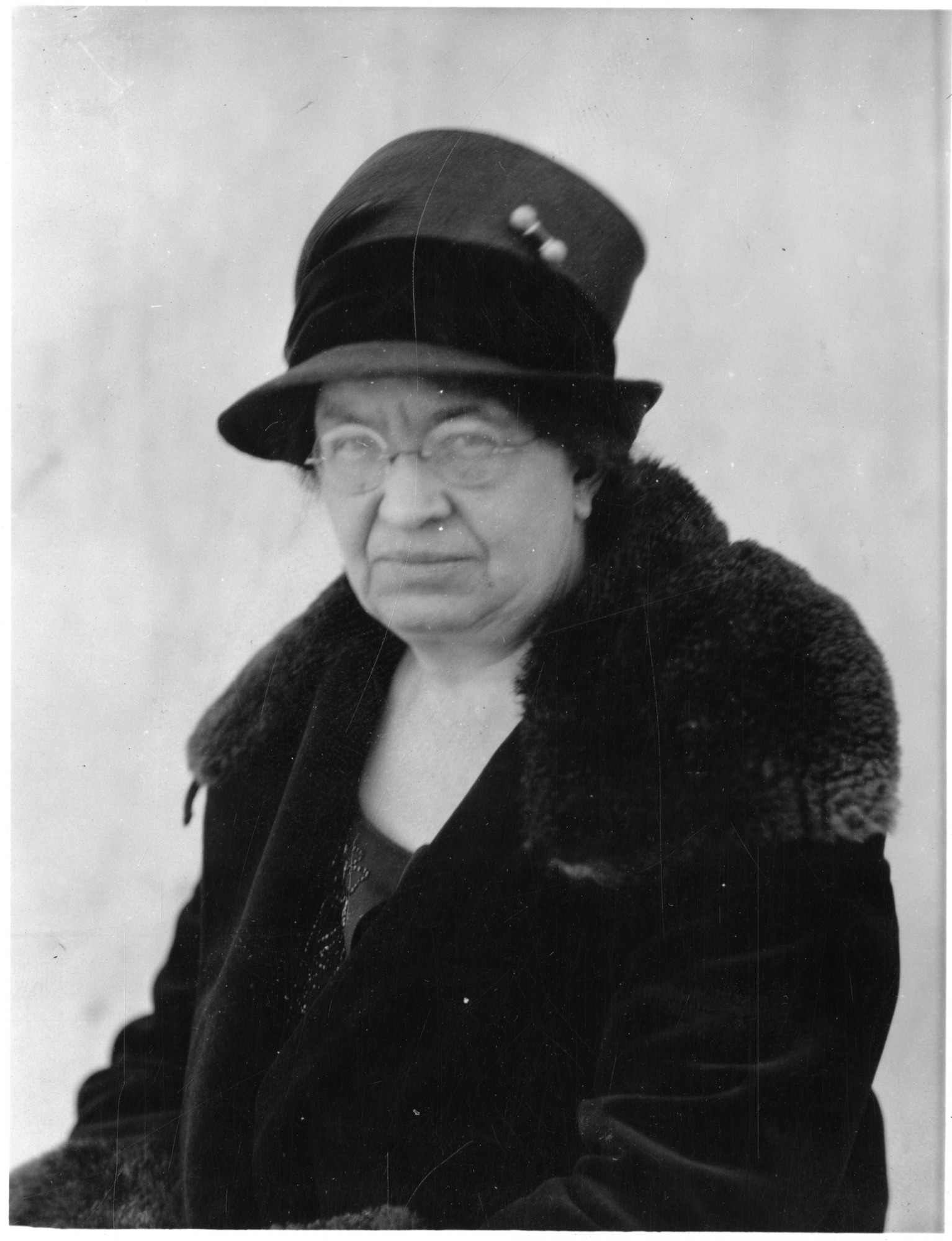
Foto de Florence R. Sabin.

## Últimos años y legado
Tras seis años de jubilación, Sabin aceptó la solicitud del gobernador de encabezar un subcomité sobre la salud en 1944. Presentó sus hallazgos y afirmó que el estado «llevaba retraso con respecto a la salud pública». Sabedora de que políticos desinteresados habían rechazado frecuentemente la introducción de cambios legislativos relacionados con la atención médica, Sabin fue implacable en sus exigencias de reforma.
Sabin trabajó para que los políticos opuestos a reformas sanitarias fueran derrotados por los que estaban a su favor. Estos esfuerzos terminaron con la aprobación de una serie de leyes nombradas en su honor. Las "Leyes de Salud Sabin” modernizaron la salud pública en Colorado al proveer más camas de hospital para tratar tuberculosis, reduciendo así el número de casos. En 1948, se convirtió en la administradora de salud y beneficencias para Denver, y donó tres años de su sueldo a investigaciones médicas.
En 1951, Sabin volvió a jubilarse pero continuó promoviendo asuntos relacionados con la salud pública. Su vida de servicio culminó con el nombramiento del Departamento de Medicina de la Universidad de Colorado, llamado el Edificio Florence R. Sabin para Investigaciones en Biología Celular.

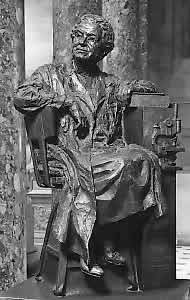
Estatua de Sabin en el Salón Nacional de las Estatuas

Sabin murió de un ataque de corazón el 3 de octubre de 1953. Fue enterrada en el Mausoleo de Fairmount en el Cementerio de Fairmount en Denver, Colorado.